# Заручник на день
Заручник на день (англ. «Hostage for a Day») — американський телевізійний фільм, знятий в 1994 у режисером Джоном Кенді.

## Сюжет
Головному герою фільму Воррену Куї виповнюється 41 рік. Однак житейські проблеми не обходять його стороною: з ним починає розмовляти відображення в дзеркалі, на роботі він знову зустрічається зі своїм начальником, який є батьком дружини Воррена і ненавидить його.
Далі Воррен зустрічається зі своєю подругою дитинства. Вони згадують минуле. На роботі напружені відносини Воррена з начальником і колегами досягає піку. Воррен вирішує звільнитися з роботи, розлучитися з дружиною і виїхати на Аляску зі своєю подругою.
У цей час дружина Елізабет затіває в будинку ремонт, за який необхідно заплатити великі гроші, і яких у неї не виявляється. При обшуку шкатулки Воррена вона виявляє рахунок на 47 тисяч доларів — всі накопичення Воррена. Порадившись з батьком, Елізабет знімає гроші з рахунку в таємниці від Воррена. Той, прийшовши додому, першим ділом повідомляє дружині, що він звільнився і хоче розлучитися з нею. Дружина в свою чергу повідомляє його, що дізналася про його рахунку, і Воррен дізнається, що вона зняла і витратила всі гроші.
Зневірившись, він вирішує інсценувати власне викрадення терорист ами. Залишившись у будинку один, він одягає на себе імпровізований детонатор і замикається в спальній кімнаті. Як викуп він вимагає 50 тисяч доларів. Елізабет, повіривши в викрадення, викликає поліцію. А Воррен продовжує зображати двох терористів і себе в ролі заручника, хоча, зателефонувавши своїй подрузі, розповів всю правду.
Весь день Воррен знаходиться в будинку один, зрідка спілкуючись сам з собою. Вночі поліція вирішує детальніше дізнатися, що відбувається в будинку, і викликає спецназ, але навіть при такому розкладі це у поліції виходить з невеликим успіхом. Біля оточення з'являється подруга Воррена, і він створює умови, щоб вона потрапила до нього. Поговоривши з нею, Воррен відпускає її, і поліція, зрештою, домагається від неї інформації про те, що ніяких терористів в будинку Воррена не існує.
Відразу після цього в будинок проникають справжні терористи, які дізналися про цей випадок, і відкривають стрілянину, видаючи себе поліцейським. Наступним вранці вони починають вимагати викуп, і 50 тисяч доларів привозять відразу ж. Після короткої бійки біля входу в будинок валізкою з грошима заволодіває Воррен, сідає на машину і їде. За ним слідує гонитва терористів, за терористами — поліція. За містом Воррен і його друг забирають гроші, сприяють падінню машини з обриву, і Воррен ховається. Прибула гонитва вважає, що Воррен перебував у впала і вибухнула машині. А терористів заарештовують.
А в кінці фільму показано, як через деякий час Воррен і його подруга зустрічаються вже на Алясці.

## Виробництво
| - | РежисерДжон Кенді Продюсери Стенлі Брукс Джон Кенді Адам Гайт Патрік Вітлі Автори сценарію Карі Гілдебранд Роберт Девід Крейн Пітер Тороквей ОператорДевід Геррінгтон КомпозиторІен Томас | - Джордж Вендт — Воррен Куї - Джон Вернон - Робін Дьюк — Елізабет - Пітер Тороквей — Ронні - Кетлін Лескі - Дон Лейк - Каррі Грем — Хондо - Джон Гемфілл - Крістофер Темплтон |